# Bimbaches
Bimbaches oder Bimbapes waren die ersten bekannten Bewohner der Kanarischen Insel El Hierro. Sie siedelten spätestens seit der Zeit des Römischen Reiches auf der Insel. Etwa seit dem 4. Jahrhundert n. Chr. lebten sie bis in das 14. Jahrhundert ohne Außenkontakte. Nach der Unterwerfung der Bimbaches unter die Herrschaft der Krone von Kastilien im Lauf des 15. Jahrhunderts führten die Maßnahmen der neuen Herrscher dazu, dass die Ureinwohner am Ende des 16. Jahrhunderts nicht länger als ethnische Gruppen existierten.

## Erste Besiedelung El Hierros
Über die erste Besiedlung der Kanarischen Inseln gibt es verschiedene Hypothesen. Auf der Grundlage neuer archäologischer Funde geht man heute davon aus, dass die Phönizier zu Beginn des 1. Jahrtausends v. Chr. die Inseln besuchten. Für die Zeit der Besiedlung der einzelnen Inseln gibt es unterschiedliche archäologisch gesicherte Belege. Auf der Insel El Hierro gibt es nur wenige Fundstücke, bei denen durch Radiokarbonuntersuchungen die genauen Entstehungszeiten festgestellt wurden. Die älteste Probe ist aus dem 2. Jahrhundert n. Chr. Die Besiedlung war kein einmaliger Vorgang, sondern ein Prozess, bei dem über längere Zeit Siedler aus verschiedenen, unter römischer Oberherrschaft stehenden Gebieten rund um die Meerenge von Gibraltar auf die Kanarischen Inseln kamen. Mit der römischen Reichskrise des 3. Jahrhunderts n. Chr. brachen die Verbindungen der Insel El Hierro mit dem mittelmeerischen Kulturkreis ab. Da die Altkanarier weder Werkzeuge zum Bau von seetüchtigen Schiffen noch nautische Kenntnisse besaßen, bestanden auch keine Verbindungen der Einwohner der Kanarischen Inseln untereinander. In den folgenden rund 1000 Jahren bis zum 15. Jahrhundert entwickelte sich auf El Hierro eine eigene Kultur der Bimbaches.

## Aussehen

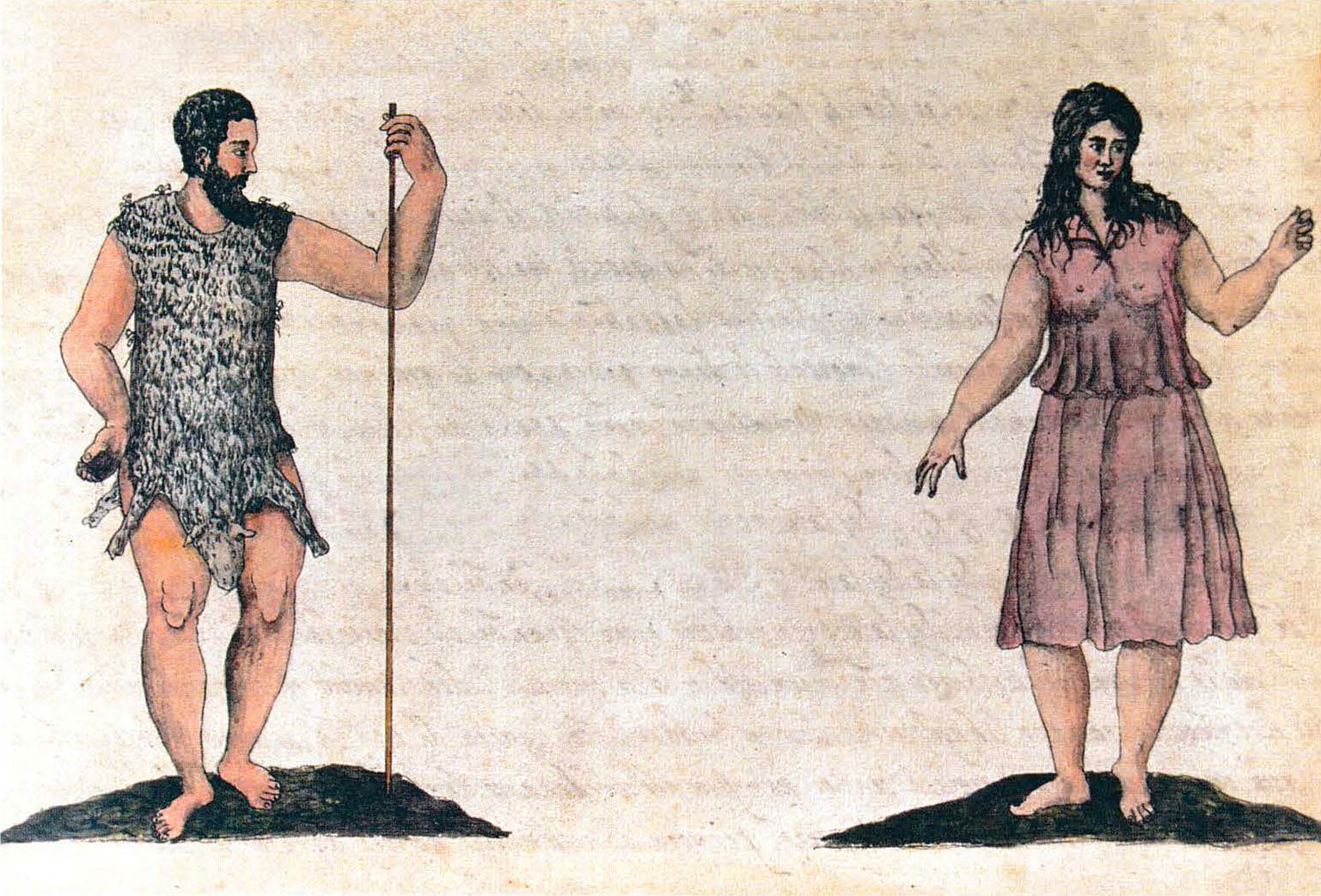
Bimbaches, dargestellt Ende des 16. Jahrhunderts durch Leonardo Torriani

In historischen Darstellungen gehen die Beschreibungen des Aussehens der Bimbaches weit auseinander. Aus archäologischen Funden schließt man, dass die männlichen Ureinwohner der Kanarischen Inseln mit einer Größe von etwa 1,70 m größer waren als der Durchschnitt der kastilischen Eroberer. Helle Augen und Haare kamen zwar vor, waren aber eher selten.

## Sprache
Die Sprache der Bimbaches hatte den gleichen Ursprung wie die Sprachen aller Altkanarier; sie werden häufig unter der Bezeichnung Guanche zusammengefasst. Diese Sprachen zeigten Ähnlichkeiten mit den Berbersprachen Nordafrikas. Die getrennte Entwicklung der Sprachen führte zu erheblichen Unterschieden zwischen den Sprachen auf den verschiedenen Inseln. Außer in einigen geografischen Bezeichnungen und den Namen einheimischer Pflanzen sind in der heutigen Sprache der Einwohner von El Hierro kaum Reste der Sprache der Ureinwohner zu finden.

## Gesellschaft
Im Jahr 1400 lebten auf der Insel El Hierro etwa 2500 Menschen. Das Sozialsystem der Insel El Hierro war nur wenig hierarchisch gegliedert. Es gründete sich in erster Linie auf dem System der Großfamilie, bei dem es Unterschiede nach Alter und Geschlecht gab. Die ethnologischen Quellen berichten vom Vorhandensein eines „Königs“. Er war eine Persönlichkeit, die als „Oberhaupt der ersten Familie“ die miteinander verwandten Gruppen vereinigte. Seine Vorrangstellung war akzeptiert und wurde durch alle Mitglieder der Gruppe beachtet. Das Oberhaupt nahm gleichzeitig die Funktion eines Priesters wahr, der den Feierlichkeiten und Ritualen vorstand.

## Religion
Die Ureinwohner von El Hierro glaubten an drei Gottheiten. Eine männliche wurde Erahorahan (Eraorahan, Eraoranzan) genannt, eine weibliche hieß Moneiba. Sie lebten im Himmel. Eine dritte, untergeordnete Gottheit trug den Namen Aranfaybo, hatte die Gestalt eines Schweines und wohnte in einer Höhle, die Asteheyta genannt wurde. Ihr wurde u. a. die Fähigkeit zugesprochen, es regnen zu lassen. Sie konnte zwischen den Menschen und den anderen Gottheiten vermitteln. Ihr zu Ehren wurden besondere Feste gefeiert.
Auf der archäologischen Fundstelle von El Julán (El Pinar) befinden sich Bauten, die von den Archäologen „Opferaltare“ und im Volksmund „Hornillos“ (kleine Öfen) genannt werden. Es sind kleine kegelstumpfförmige Gebäude, umgeben mit einem Sockel aus flachen Steinplatten in Trockenmauerweise. Im Innern gibt es einen Hohlraum in der Art eines Einäscherungsofens. Dort hat man Reste von Ziegen, Schafen und jungen Schweinen gefunden, die vermutlich als Opfer dargebracht worden waren.
Es sind verschiedene Rituale bekannt, mit denen die Bimbaches um Regen baten. Das geschah an verschiedenen Orten, die als geweiht galten. Eine besondere Rolle spielte in diesem Zusammenhang der Kult um den Garoé, einen als heilig verehrten Baum, der Wasser spendete.

## Bestattung
Die Bestattungsstellen auf der Insel El Hierro befinden sich zum größten Teil in offenen Höhlen an Steilhängen. Es gibt auf El Hierro keine Hinweise auf eine vor der Beisetzung durchgeführte Leichentrocknung oder Mumifizierung. Zur Bestattung wurde ein Lager aus Steinen errichtet, auf das der Körper so gelegt wurde, dass er keinen Kontakt mit der Erde hatte. Danach bedeckte man ihn mit einer Schicht aus Steinen oder Holz, am häufigsten aber nur mit Erde. Zum Schluss wurde der Eingang der Höhle mit einer Mauer aus Steinen verschlossen. Die gemeinsame Begräbnisstätte war bei den Bimbaches üblich, wenngleich es gelegentlich auch Einzelgräber gab. An einigen Beisetzungsstätten wurden menschliche Überreste mit Spuren gefunden, die darauf hinweisen, dass die Körper verbrannt worden waren. Grabbeigaben, die nur selten gefunden wurden, geben Gewissheit, dass die Bimbaches an ein Leben im Jenseits glaubten. Sie versorgten den Verstorbenen mit allem, was er im Leben brauchte, wie Gefäße, Steinwerkzeuge und Lebensmittel.

## Wohnstätten
Einige Familien der Bimbaches lebten in natürlichen Höhlen, häufig am Rand von Barrancos. Im Allgemeinen wurden die natürlichen Formen der Höhlen nicht verändert. Es wurde nur ein Steinmäuerchen aus Trockenmauerwerk hinzugefügt, um den Eingang etwas zu verkleinern. Auf El Hierro gibt es keine Fülle von natürlichen Höhlen. Die vorhandenen Höhlen liegen selten so, dass sie geeignet sind, eine Ortschaft zu bilden. Es gab Hütten oder Häuser, die auch zu mehreren zusammenstanden. Sie waren rund und teilweise in die Erde eingelassen. Die Wände waren aus Trockenmauerwerk. Von den Dächern, die offenbar aus Naturmaterialien bestanden, ist nichts erhalten. Die im 16. Jahrhundert von Abreu Galindo beschriebenen runden Wohngebäude mit einem Durchmesser von 6–8 m, in denen 20 und mehr Erwachsene mit ihren Kindern gelebt haben sollen, wurden bisher nicht gefunden.

## Wirtschaft und Ernährung
Die wichtigste wirtschaftliche Tätigkeit der Bimbaches war die Viehzucht. Man nimmt an, dass die ersten Siedler Ziegen, Schafe und Schweine auf die Insel brachten. Die Tiere waren als Lieferanten von Milch und Fleisch nicht nur für die Ernährung wichtig. Die Felle wurden zu Bekleidung, Decken und Wassersäcken verarbeitet. Aus den Knochen wurden Werkzeuge und Schmuck hergestellt. Das Meer war die andere große Quelle der Lebensmittel. Der Fischfang fand ausschließlich im flachen Wasser der Küste bei Eintritt der Ebbe statt. Die Haufen von Muschelresten (Concheros), die in der Nähe von Wohnungen gefunden wurden, deuten auf einen sehr hohen Anteil aller Arten von Meeresfrüchten an der Ernährung hin. Auch die Jagd auf Vögel ist belegt. Bei den Landtieren machte die El-Hierro-Rieseneidechse (Gallotia simonyi) einen Teil der Beute aus. Es scheint nicht so, dass die Landwirtschaft bei den Bimbaches ein bedeutendes Niveau erreicht hatte.

## Gegenstände des täglichen Gebrauchs
Gegenstände aus Keramik
Die Bimbaches verwendeten zur Herstellung ihrer Keramik ein Ausgangsmaterial aus den Tongruben in der Meseta de Nisdafe (700–1200 Meter über dem Meeresspiegel). Die Herstellung verlief vollkommen in Handarbeit fast ohne Hilfsmittel. Es gab keine Töpferscheibe. Ein Tonklumpen wurde mit den Händen in der Mitte eingedrückt und die Seitenwände wurden hochmodelliert, bis die gewünschte Größe erreicht war. Die Bimbaches verzierten ihre Gefäße dadurch, dass sie in den frischen Ton Linien und Punkte mit Hilfe von spitzen Gegenständen oder mit den Fingerkuppen oder Fingernägeln eindrückten. Nach dem Lufttrocknen wurde Holz in Gruben in der Erde entzündet und die Gefäße in das Feuer gelegt. Auch in das Innere wurde brennendes Holz eingefüllt. Bei dieser Art des Brennens wurde wenig Sauerstoff zugeführt, das ergab die typische Grau- bzw. Schwarzfärbung der Gefäße der Bimbaches. Da das Ausgangsmaterial nicht besonders gut geeignet ist, waren die Keramikartikel von El Hierro außerordentlich zerbrechlich. Bisher wurde nicht ein ganzes Gefäß gefunden und nur in einigen wenigen Fällen gelingt eine Rekonstruktion der zerbröckelten Objekte.
Gegenstände aus Stein
Da es auf den Kanarischen Inseln keine abbaubaren Metallvorkommen gibt, waren die Werkzeuge der Bimbaches zum Schneiden, Schaben, Sägen und Mahlen aus Stein, vorwiegend Basalt, Trachyt und Phonolith. Zur Herstellung von scharfen Werkzeugen wurde auf einen Stein geschlagen, von dem dann aufgrund der Struktur des Materials ein Stück mit einer glatten Kante absplitterte. Es wurden einige Handmühlen aus porösem Basalt gefunden, bei denen bereits eine Öffnung zum Einfüllen des Mahlgutes vorhanden war.
Gegenstände aus Knochen
Ahlen, die aus Ziegenknochen hergestellt wurden, sind die am häufigsten gefundenen Werkzeuge. Sie sind zwischen 5 und 11 cm lang und sehr spitz. Manchmal wurden die Spitzen im Feuer gehärtet. Sie wurden verwendet, um Löcher in die Felle zu stechen, die für die Bekleidung und Wassersäcke zusammengenäht werden sollten, aber auch um mit ihnen Muscheln und andere Weichtiere zu öffnen und essbare Teile aus den Schalen der Meeresfrüchte herauszuholen.
Aus Knochen von Ziegen, Vögeln und Fischen stellten die Bimbaches künstliche Perlen und Anhänger her, die für magische Zwecke oder als persönlicher Schmuck genutzt wurden.
Gegenstände aus Muscheln
Bei archäologischen Ausgrabungen wurden Schalen von großen Napfschnecken entdeckt, die Spuren davon zeigten, dass sie als Gefäße für Farbstoffe verwendet worden waren. In anderen Fällen waren die Kanten der Muscheln geglättet. Es wird angenommen, dass sie als Löffel benutzt wurden. Polierte Scheiben aus Muschelschalen wurden durchbohrt, um sie als künstliche Perlen und Anhänger zu verwenden. Die Gehäuse von Meeresschnecken wurden in ihrer natürlichen Form belassen und durchbohrt, um sie als Anhänger auf eine Sehne oder einen Lederstreifen zu ziehen.
Gegenstände aus Holz
Aus schriftlichen Quellen ist bekannt, dass die Bimbaches Holz für die Herstellung von Haushaltsgeräten und Gefäßen verwendeten. Die geringe Haltbarkeit dieses Materials führte allerdings dazu, dass sich die Gegenstände nicht bis in unsere Zeit erhalten haben. Es wurden einige Bahren aus Holz gefunden, die für den Transport der Leichname und deren Lagerung innerhalb der Beisetzugsstätte bestimmt waren und später ein Teil der Struktur der Gräber wurden.
Gegenstände aus Fell
Die Felle der Schafe und der Ziegen wurden zu Bekleidung verarbeitet. Die Schlafstellen der Bimbaches waren mit Ziegenfellen bedeckt.

## Petroglyphen
Auf der Insel El Hierro wurden seit dem 19. Jahrhundert an vielen Stellen Petroglyphen, in Stein gearbeitete Felsbilder aus prähistorischer Zeit, gefunden. Ihre Entstehungszeit kann mit naturwissenschaftlichen Verfahren nicht eindeutig bestimmt werden. Es wird daher eine zeitliche Zuordnung nach den Motiven versucht, indem man sie mit anderen künstlerischen Darstellungen vergleicht. Einige Petroglyphen zeigen geometrische Figuren wie Kreise, Ovale, Spiralen. Bei denen, die gegenständliche Objekte darstellen, sind die Podomorfos (Fußabdrücke) von besonderem Interesse, weil sich bei ihnen Beziehungen zu anderen Kulturen herstellen lassen.
Die ersten alphabetischen Felsinschriften auf El Hierro, die von El Julan, wurden im 19. Jh. entdeckt. Es gibt auf der Insel El Hierro ungewöhnlich viele Felsinschriften. Es wird heute davon ausgegangen, dass der größte Teil der Inschriften nicht vor dem 1. oder 2. Jh. v. Chr. bis mindestens ins 8. Jh. n. Chr. entstanden ist, also auch zu der Zeit, als die Bimbaches in völliger Isolation auf ihrer Insel lebten. Die Bedeutung der Schriftzeichen konnte bisher noch nicht entschlüsselt werden.

## Niedergang der Kultur
Im Verlauf des 14. Jahrhunderts kamen europäische Händler auf die Insel El Hierro, um dort Menschen zu fangen, die in verschiedenen Teilen Spaniens als Sklaven verkauft wurden. Im Jahr 1402 sollen 400 Personen der Insel versklavt worden sein. Im Jahr 1405 verbrachte Jean de Béthencourt nach Angaben des Le Canarien wenigstens drei Monate auf der Insel. Durch einen mitgebrachten Dolmetscher, von dem gesagt wurde, er sei der Bruder des Herrschers der Bimbaches, lud er diesen mit seinen Leuten zu Verhandlungen ein. Bei ihrer Ankunft am vereinbarten Verhandlungsort wurden 112 Bimbaches, unter ihnen der König Amiche, gefangen genommen und z. T. als Sklaven verkauft oder auf andere Inseln verschleppt. Diese Aktion wird im Le Canarien damit begründet, dass er auf diese Art den Widerstand auf der Insel ohne Kämpfe brechen konnte und Platz für 120 Siedler bereitstand.
Nach dem Übergang der Lehensherrschaft der Insel El Hierro auf Hernán Peraza (El Viejo) unternahm dieser eine Neueroberung der Insel, bei der die Bimbaches kapitulieren mussten und anschließend alle, soweit sie es nicht schon waren, getauft wurden. Unter der Herrschaft der Familie Peraza-Herrera wurden neue Kolonisten aus Kastilien angesiedelt. Ein Bericht aus dem Jahr 1632 stellte fest, dass es zwar immer noch Ureinwohner gäbe, die Sprache aber seit Beginn des 17. Jahrhunderts verschwunden sei.